# Niels Aall

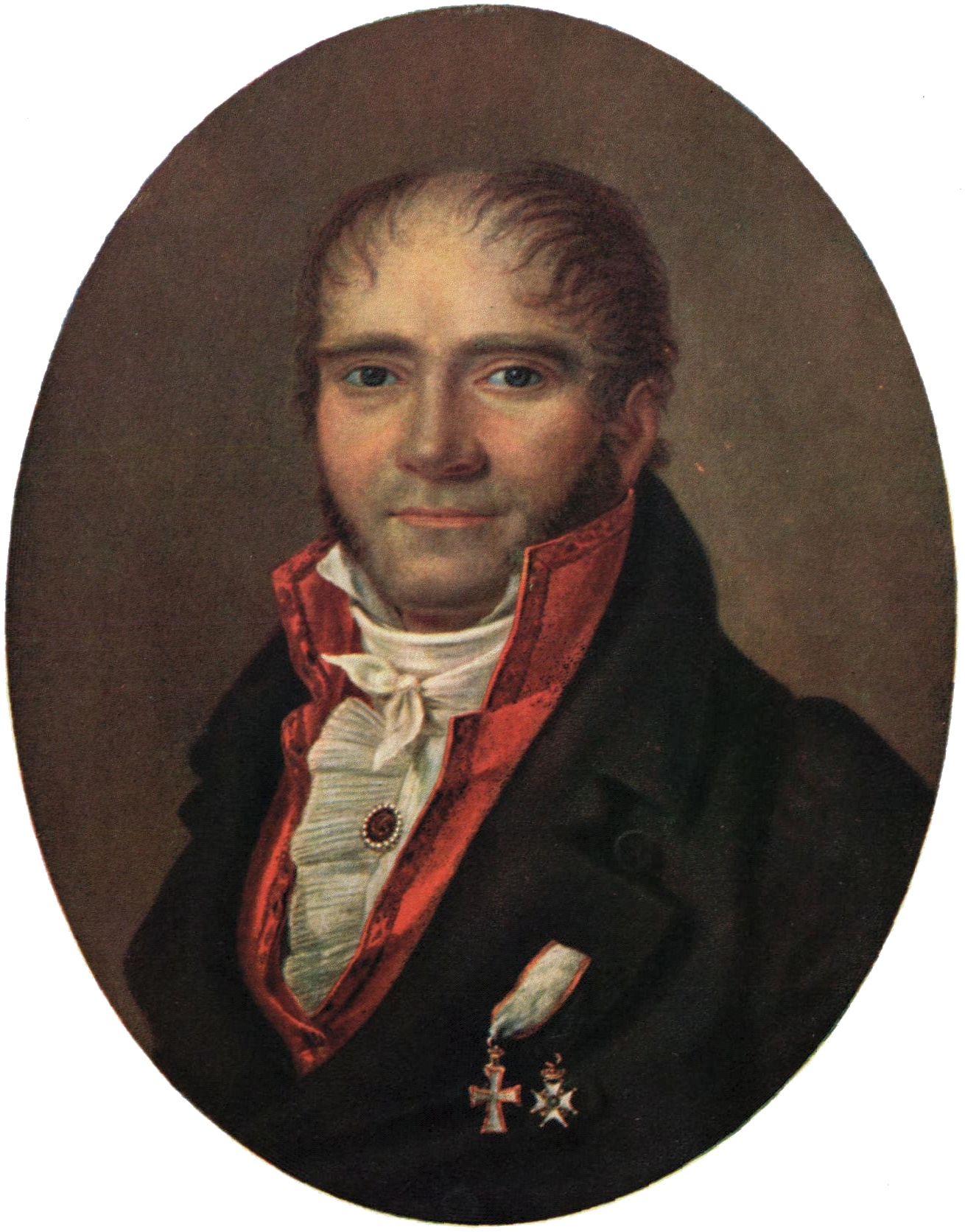
Niels Aall, porträtterad av Jacob Munch.

Niels Aall, född den 1 december 1769 i Porsgrunn, död den 23 oktober 1854 i Ulefoss, var en norsk statsman, bror till Jörgen och Jacob Aall.

## Biografi
Aall fick merkantil utbildning i England och Frankrike samt var köpman i Skien, då Norges regent, Kristian Fredrik, 2 mars 1814 kallade honom till regeringsråd. Efter kungavalet i maj samma år blev Aall statsråd och chef för handels- och tulldepartementet. Han arbetade ivrigt för Norges självständighet och var en av de tre, som riksförsamlingen på Eidsvoll förgäves avsände till London för att utverka det nya konungadömets erkännande. Omedelbart efter sin hemkomst avslutade han jämte Jonas Collett konventionen i Moss (14 augusti 1814), och 28 november samma år tog han avsked från statsrådsämbetet. Sedan han 1815 varit stortingsman, deltog han inte vidare i det politiska livet.